# خانه‌به‌دوش (مجموعه تلویزیونی ۱۳۵۲)
خانه‌به‌دوش که در میان مردم، با نام شخصیت اول داستان یعنی مراد برقی معروف بود نام یک مجموعه تلویزیونی ایرانی است که در سال ۱۳۵۲ و به کارگردانی «پرویز کاردان» ساخته شد و از تلویزیون ملی ایران پخش گردید.
این سریال در زمان پخش خود، بسیار محبوب و پرطرفدار بود، به گونه‌ای که هنگام پخش آن، خیابان‌های تهران خلوت و عاری از ترافیک می‌شد.

## خلاصه داستان
داستان سریال دربارهٔ آدم یک‌لاقبایی به نام «آقا مراد» (با بازی پرویز کاردان) است که کارش تعمیر برق خانه‌ها و لوازم برقی منزل است. او خودروی مرسدس بنز کهنه و قراضه‌ای دارد، که اسمش را «یاقوت» گذاشته و آن را همچون کلبه‌ای متحرک تزئین کرده‌است؛ و با آن در خیابان‌ها می‌گردد و به دنبال مشتری است. تا آنکه روزی گذرش به خانه‌ای می‌افتد، که هفت دختر با پدر و مادرشان در آن زندگی می‌کنند. پدر خانواده یک بازاری پولدار به نام «جعفر آقا» (با بازی ناصر گیتی‌جاه) است. مراد برقی به کوچک‌ترین دختر این خانواده - محبوبه - (با بازی نگار) دل می‌بازد؛ اما مشکل اینجاست تا آن ۶ خواهر بزرگتر ازدواج نکنند و تشکیل خانواده ندهند ، مراد برقی به وصال یار نخواهد رسید. همین موضوع، ماجراهای گوناگون و طنزآمیزی به بار می‌آورد.

## محل فیلمبرداری
به گفتهٔ پرویز کاردان کارگردان این مجموعه تلویزیونی، محل فیلمبرداری این سریال، منطقه‌ای در محله تهران‌پارس بوده‌است.

## بازیگران فصل اول (مراد برقی)
- پرویز کاردان (مراد برقی)
- حسین حسینی
- مظفر سلطانی
- مهری رحمانی
- عزت‌الله وثوق
- میرزاده
- شهلا یوسفی
- مارگریت حکیمی
- شیده رحمانی
- مینو

## بازیگران فصل دوم (ماجرای هفت دخترون)
- پرویز کاردان در نقش «آقا مراد» (مراد برقی)
- ناصر گیتی‌جاه در نقش «جعفر آقا معمارچی» (پدر ۷ دختر)
- مینو (زینت زمان احیائی)[۳] در نقش «مادر» دخترها
- نگار در نقش «محبوبه» (کوچک‌ترین دختر خانواده)
- عبدالصمد صمدی در نقش «کاظم»[۴] پسر خانواده
- معصومه تقی‌پور در نقش «وجیهه» دختر اول خانواده
- نازی در نقش «منیره» دختر دوم خانواده
- مارگریت حکیمی در نقش «فرشته» دختر سوم خانواده
- ناهید فیضی در نقش «فریده» دختر چهارم خانواده
- آتوسا پناهی در نقش «حوری» دختر پنجم خانواده
- سرور امجدی در نقش «حمیده» دختر ششم خانواده
- اصغر سمسارزاده در نقش «آقای ملتفتی» (اصغر ترقه)[۴]
- روح‌الله مفیدی در نقش «دایی جان» (دایی ۷ دختر)
- غلامحسین فرهوش
- حسین درویشی در نقش «شیرافکن»[۴]
- پرویز شاهین‌خو در نقش «آقای محور» (وکیل مدافع)
- جواد میرمیران
- مرتضی نعمتی‌جو
- مرادی

## بازیگران فصل دوم (در جستجوی ثروت)
- پرویز کاردان در نقش «مراد برقی»
- نگار در نقش «محبوبه»
- صادق بهرامی در نقش «حبیب‌الله خان» مرد خسیس
- شهین در نقش «اختر» دختر اول حبیب‌الله خان
- مژگان در نقش «کوکب» دختر دوم حبیب‌الله خان
- ساغر دختر سوم حبیب‌الله خان
- فریدا ظهوری در نقش «بنفشه» دختر چهارم حبیب‌الله خان
- عبدالصمد صمدی در نقش «کاظم»
- روح‌الله مفیدی در نقش «دایی جان»
- غلامحسین بهمنیار در نقش «ولی خان»
- اصغر سمسارزاده در نقش «آقای ملتفتی» (اصغر ترقه)
- شهناز در نقش «آبجی شهلا»

## عوامل تولید

### عوامل تولید
- کارگردان: پرویز کاردان
- نویسندگان: پرویز خطیبی، احمد بهبهانی، ایرج جنتی عطایی، مهدی قریشی
- تصویربردار: امیراسعد بختیار، منوچهر امانت، هوشنگ فردوسیان
- موسیقی: بابک بیات
- خواننده ترانهٔ اصلی سریال: ستار (بر روی شعری از ایرج جنتی عطایی)
- فرمت: ۱۶ میلیمتری (سیاه و سفید)
- محصول: تلویزیون ملی ایران
- تعداد قسمتها: ۸۳ قسمت
- سال تولید: ۱۳۵۲